# Brent Mydland
Brent Mydland (21 octobre 1952 – 26 juillet 1990) est un musicien américain qui a joué avec Grateful Dead de 1979 à sa mort.

## Biographie
Brent Mydland est né à Munich, alors que son père, aumônier dans l'armée américaine, était stationné en Allemagne de l'Ouest.
Il rejoint le Grateful Dead en 1979 pour remplacer Keith Godchaux aux claviers. Brent Mydland  a joué le rôle de clavier, chanteur et a écrit des chansons pour le groupe. Il a joué sur différents pianos et synthétiseurs électriques ; Fender Rhodes, Yamaha CP-70, et un Kurzweil Midiboard, Hammond B-3. Il a écrit entre autres Never Trust a Woman, Tons of Steel, Far from Me, Easy to Love You...
Mydland est mort d'une overdose de speedball dans sa maison à Lafayette en Californie, le 26 juillet 1990. Il est remplacé au sein du Dead par Vince Welnick aux synthétiseurs et aux  chants, joint pendant une courte période, par Bruce Hornsby au piano à queue et à l'accordéon.

## Discographie

### Avec Grateful Dead
- 1980 : Go to Heaven
- 1981 : Reckoning
- 1981 : Dead Set
- 1987 : In the Dark
- 1989 : Dylan and the Dead
- 1989 : Built to Last
- 1990 : Without a Net
- 1991 : Infrared Roses
- 1994 : Grayfolded
- 1995 : Dick's Picks Volume 5
- 1996 : Dozin' at the Knick
- 1996 : Dick's Picks Volume 6
- 1997 : Terrapin Station (Limited Edition)
- 1997 : Fallout from the Phil Zone
- 1999 : Dick's Picks Volume 13
- 2000 : View from the Vault, Volume One
- 2001 : Dick's Picks Volume 21
- 2001 : Nightfall of Diamonds
- 2002 : Postcards of the Hanging
- 2002 : View from the Vault, Volume Three
- 2002 : Go to Nassau
- 2003 : View from the Vault, Volume Four
- 2004 : Dick's Picks Volume 32
- 2005 : Truckin' Up to Buffalo
- 2007 : Road Trips Volume 1 Number 1
- 2009 : Road Trips Volume 3 Number 1
- 2010 : Crimson White and Indigo
- 2010 : Road Trips Volume 3 Number 4
- 2010 : Formerly the Warlocks
- 2011 : Road Trips Volume 4 Number 2
- 2011 : Road Trips Volume 4 Number 4
- 2012 : Spring 1990

### Autres participations
- 1976 : Silver (Silver)
- 1976 : Sweet Surprise (Eric Andersen)
- 1981 : Bobby and the Midnites (Bobby and the Midnites)
- 1985 : A Wing and a Prayer (Matthew Kelly)
- 1988 : Down in the Groove (Bob Dylan)
- 1988 : New Frontier (New Frontier)